# Майбутній фільм Стівена Спілберга
Стівен Спілберг буде режисером майбутнього американського науково-фантастичного фільму (поки без назви) за сценарієм Девіда Кеппа на основі історії Спілберга. У фільмі зіграли Емілі Блант, Джош О'Коннор, Колін Ферт, Єва Гьюсон, Вятт Рассел і Колман Домінго. Прем'єра фільму в США запланована студією Universal Pictures на 12 червня 2026 року.

## Акторський склад
| Актор          | Роль        |
| -------------- | ----------- |
| Емілі Блант    |             |
| Джош О'Коннор  |             |
| Колін Ферт     |             |
| Ів Г'юсон      |             |
| Колман Домінго |             |
| Ваятт Расселл  |             |
| Ноа Роббінс    | Агент Мансі |
| Чаво Герреро   | рефері      |

## Виробництво
У квітні 2024 року було оголошено, що наступним режисерським проектом Стівена Спілберга стане фільм про літаючу тарілку за його власною оригінальною ідеєю, а сценарій напише Девід Кепп. У травні того ж року стало відомо, Universal Pictures виступить дистриб'ютором. У червні Емілі Блант вела переговори про участь у фільмі. Також у серпні переговори  про участь почав Колін Ферт, тоді як Блант була затверджена на головну роль. У вересні, в свою чергу, Ів Г'юсон вела переговори про участь у фільмі. Наступного місяця до акторського складу приєднався Колман Домінго, а Ферт і Гьюсон підтвердили про участь у проєкті. У грудні переговори почав Вятт Рассел, а Джош О'Коннор був затверджений на роль. 7 березня 2025 року було оголошено, що Пол Тейзуелл виконуватиме роль художника по костюмах.

### Зйомки
Основні зйомки розпочалися 26 лютого 2025 року й триватимуть до осені в Нью-Джерсі, Атланті, Нью-Йорку та Хантінгтоні під назвою Non-View. 16 січня 2025 року було оголошено кастинг для акторів другого плану з Лонг-Айленда для сцени, яка була знята 4 березня 2025 року. Наступні кастинги в березні 2025 року шукали акторів масовки у районі Долини Гудзона в Нью-Йорку та районі округу Міддлсекс в Нью-Джерсі; для кастингу у Міддлсекс потребувалися люди, які могли б керувати власними транспортними засобами у фільмі, тоді як кастинг у долині Гудзон просив акторів грати відвідувачів ресторану та гостей готелю.
Зйомки також проводилися в березні 2025 року на залізниці Cape May Seashore Lines на півдні Нью-Джерсі.

## Випуск
Прем'єра фільму в США запланована на 12 червня 2026 року. Спочатку випуск було заплановано на 15 травня 2026 року.